# نجیب رزاق
نجیب ابن رزاق (زادهٔ ۲۳ ژوئیهٔ ۱۹۵۳) ششمین نخست‌وزیر مالزی است. او از سال ۲۰۰۹، با پیشی گرفتن از عبدالله احمد بداوی، نخست‌وزیر پیشین مالزی، به سمت نخست‌وزیری دست یافت ولی با بازگشت دوباره مهاتیر محمد نخست‌وزیر سابق مالزی به عرصه سیاست در سال ۲۰۱۸ از او شکست خورد. رزاق از ۷ ژانویهٔ ۲۰۰۴ تا ۳ آوریل ۲۰۰۹، سمت معاونت نخست‌وزیری مالزی را برعهده داشت.
در ۲۸ ژوئیه ۲۰۲۰ دادگاه عالی مالزی نجیب رزاق را در هفت مورد اتهام شامل جرم سوءاستفاده از قدرت، سه فقره جرم خیانت در امانت و سه فقره پولشویی، در هر هفت اتهام مجرم تشخیص داد، و در اولین جلسه دادگاه وی را مقصر اعلام کرد. رزاق محکوم به ۱۲ سال زندان و پرداخت جریمه نقدی شد.

## رسوایی مالی
در اوایل ماه ژوئیهٔ ۲۰۱۶ نشریهٔ آمریکایی وال استریت ژورنال گزارش داد که پول سپرده در حساب‌های رزاق از محل بودجهٔ توسعهٔ دولت تأمین شده‌است. به نقل از خبرگزاری رویترز، وزارت دادگستری آمریکا ماه گذشتهٔ میلادی با تنظیم شکایت‌های مدنی اعلام کرد که بیش از ۳٫۵ میلیارد دلار از صندوق دولتی توسعهٔ مالزی برهاد۱ (1MDB) اختلاس شده‌است؛ ازآنجایی‌که این صندوق توسط نجیب رزاق، نخست‌وزیر مالزی، تأسیس شده‌است، منتقدان دولت مالزی را به دست داشتن در این فساد مالی متهم کرده و از نجیب رزاق خواسته‌اند تا استعفا دهد، زیرا پاسخ‌های او را قانع‌کننده ندانسته‌اند. نجیب رزاق این اتهامات را رد کرده و گفته که این مبالغ را برای کارهای شخصی خودش خرج نکرده‌است.